# Horst Stuckmann
Horst Stuckmann (* 16. August 1935 in Witten; † 3. Januar 2008 in Neu-Isenburg) war ein deutscher evangelischer Pfarrer, stellvertretender nordrhein-westfälischer Landesvorsitzender der Kleinpartei Deutsche Friedensunion und Landesvorsitzender der Vereinigung der Verfolgten des Naziregimes – Bund der Antifaschistinnen und Antifaschisten.

## Leben
Nach dem Besuch der Volksschule und des Gymnasiums studierte Horst Stuckmann Evangelische Theologie in Heidelberg und an der Westfälischen Wilhelms-Universität.
Während des Studiums wurde er Mitglied im Sozialistischen Deutschen Studentenbund (SDS). Für den SDS nahm er an einem Treffen mit dem Zentralrat der Freien Deutschen Jugend in Ost-Berlin teil. Stuckmann war Mitglied der Gesamtdeutschen Volkspartei und der Deutschen Friedensunion. 1969 unterstützte er zusammen mit Renate Riemeck den Bundestagswahlkampf des Wahlbündnisses Aktion Demokratischer Fortschritt. Seit Mitte der 1960er Jahre gehörte er zu den Organisatoren der Ostermarschbewegung.
Stuckmann gehörte zum Herausgeberkreis des vom Weltkreis-Verlag verlegten Magazins elan der SDAJ, in dem er auch selbst publizierte.
Nach seinem Vikariat wurde er zum evangelischen Pfarrer ordiniert und zum Gemeindepfarrer berufen. Längere Zeit war er als Studentenpfarrer in Mainz tätig. Mit der von ihm als Gemeindepfarrer gegründeten Laientheatergruppe in Neu-Isenburg führte er auch nach seinem Ausscheiden aus dem Kirchendienst regelmäßig klassische und zeitgenössische Stücke auf. In seiner Zeit als Studentenpfarrer vervielfältigte er in den Räumen der Evangelischen Studentengemeinde das Untergrundblatt FTA with Pride, ein Periodikum von und für US-amerikanische Soldaten in Deutschland, das „Black-Panther-Parolen“ und „linke Slogans“ unter diesen verbreitete, und geriet daher in eine illegale Abhöraktion amerikanischer Militärbehörden.
Stuckmann war ab 1973 Landesvorsitzender der rheinland-pfälzischen Vereinigung der Verfolgten des Naziregimes – Bund der Antifaschistinnen und Antifaschisten (VVN). Im Juli 1973 war er als Leiter einer Gruppe der CFK-Jugend Teilnehmer der X. Weltfestspiele der Jugend und Studenten in Ost-Berlin und zuvor deren Vertreter im bundesdeutschen Arbeitskreis Festival (AKF).
Horst Stuckmann unterstützte die Bewegung gegen den Radikalenerlass. Die Weigerung, seine politischen Aktivitäten einzuschränken, führte zu einem „Amtszuchtverfahren“ gegen ihn als Pfarrer. Deshalb schied er aus dem Kirchendienst aus, als ihm die VVN eine hauptamtliche Tätigkeit für deren Bundespräsidium anbot.
Stuckmann trat bei zahlreichen Veranstaltungen für Frieden und Demokratie als Redner auf und engagierte sich auch in der Umweltbewegung, unter anderem beim Kampf gegen die Startbahn West. Er gehörte zu den Erstunterzeichnern der Initiative Gewerkschaftliches Netzwerkes gegen den Krieg. Er war Mitglied der Gewerkschaft ver.di.
Seit Ende der 1990er Jahre war er an den Aktivitäten des Bundesausschusses Friedensratschlag beteiligt. Er gehörte zur Redaktion des FriedensJournals und war aktiv in der Friedens- und Zukunftswerkstatt Frankfurt am Main. Publizistisch aktiv war Stuckmann mit einem Buch zum Antisemitismus, über religiöse Sozialisten und als Redakteur der Zeitschrift Die neue Stimme der Gemeinde.

## Schriften (Auswahl)
- Christen gegen Faschismus und Krieg. Entscheidung für Leben und Solidarität. Hannover 1999
- Recht auf Frieden, Pflicht zum Widerstand. Röderberg-Verlag: Frankfurt am Main 1983
- Als die Synagogen brannten. Röderberg-Verlag: Frankfurt am Main 1978
- Die religiösen Sozialisten. Aus Glauben für eine Gesellschaft ohne Unterdrücker und Unterdrückte. In: informationen. Hrsg. vom Studienkreis Deutscher Widerstand 1933–1945 e. V. Heft 65, 2007, S. 16 ff.